# Riềng lá nhọn
Riềng lá nhọn hay ích trí, riềng thuốc (danh pháp hai phần: Alpinia oxyphylla) là cây thân thảo thuộc họ Gừng.
Cây mọc ven suối và dưới tán rừng thưa, có thể cao đến 3 m, ra hoa tháng 3 đến tháng 5. Quả có thể dùng làm thuốc.
Cây có mặt ở Trung Quốc (Quảng Đông, Quảng Tây), miền Nam Việt Nam.